# Cantó de Bas de Bassès
El cantó de Bas de Bassès és un cantó francès del departament de l'Alt Loira, situat al districte de Sinjau. Té sis municipis i el cap és Bas de Bassès.

## Municipis
- Bas de Bassès
- Boisset
- Malvalette
- Saint-Pal-de-Chalencon
- Tiranges
- Valprivas

## Història
| Data d'elecció                           | Identitat          | Partit                    | Qualitat |
| ---------------------------------------- | ------------------ | ------------------------- | -------- |
| 1946-1976                                | Jean de Lachomette | Divers droite, després RI |          |
| 1976-1982                                | M. Dupuy           | Divers droite             |          |
| 1982-2001                                | Urbain Martin      | UDF-PR                    |          |
| 2001-                                    | Joseph Chapuis     | Divers droite             |          |
| les dades anteriors no són pas conegudes |                    |                           |          |
|                                          |                    |                           |          |